# Tipula tricolor
Tipula tricolor är en tvåvingeart som beskrevs av Fabricius 1775. Tipula tricolor ingår i släktet Tipula och familjen storharkrankar. Inga underarter finns listade i Catalogue of Life.